# یانکه اسخوپمن
یانکه اسخوپمن (انگلیسی: Janneke Schopman؛ زادهٔ ۲۷ آوریل ۱۹۷۷) بازیکن هاکی روی چمن اهل هلند بود.